# Список керівників держав 750 року
Список керівників держав 749 року — 750 рік — Список керівників держав 751 року — Список керівників держав за роками

## Європа
- Аль-Андалус — валі Юсуф ібн Абд-ар-Рахман аль-Фіхрі (747—756)
- Астурія — король Альфонсо I Католик (739–757)
- Бельгія:
  - Єпископство Льєж — єпископ Фульхар (748–769)
- Білінське князівство — князь Касал (бл.750)
- Британські острови:
  - Бріхейніог — король Теудр I ап Райн (735–760)
  - Вессекс — король Кутред (740–756)
  - Гвент — король Ітел III ап Морган (715–755)
  - Гвінед — король Родрі ап Ідвал (720–754)
  - Глівісінг — король Кадог Доет (723–760)
  - Дал Ріада — король Айд Фінн мак Ехдах (739–778)
  - Дівед — король Теудос ап Райн (730–760)
  - Думнонія — король Діфнвел ап Ітел (715–750)
  - Ессекс — король Світред (746–758)
  - Кент — король Етельберт ІІ (725–762), правив разом з сином королем Ердвудьфом (748–762)
  - Магонсетон  — король Мілфріт (730–750), королівство захопив Вессекс
  - Мерсія — король Етельбальд (716–757)
  - Нортумбрія — король Едберт (737–758)
  - Королівство піктів — король Енгус мак Фергюс (732–761)
  - Королівство Повіс — король Елісед ап Гуілог (710–755)
  - Сейсіллуг — король Артген (700–750), його змінив син король Думногваллаун (750–780)
  - Стратклайд (Альт Клуіт) — король Теудебур ап Белі (722–752)
  - Східна Англія — король Беорна (749–758/760)
  - Гвікке — король Осред (736–756)
- Венеціанська республіка — дож Теодато Іпато (742–755)
- Вестфольд (Норвегія) — конунг Ейстейн Грім (750–790)
- Візантійська імперія — імператор Костянтин V (743–775)
  - Неаполітанський дукат — дука Григорій I (739–755)
  - Равеннський екзархат — екзарх Євтихій (727–751)
- Волзька Булгарія — хан Котраг (бл. 710 — бл. 765)
- о. Готланд — конунг Харальд (бл. 750)
- Данія — конунг Сігурд Кільце (735–756)
- Ірландія — верховний король Домналл Міді мак Мурхада (743–763)
  - Айлех — король Ніалл Фроссах мак Фергайле (743–770)
  - Кілдер — король Флатна мак Флайн (741–755)
  - Коннахт — король Форгус мак Айд Балб (735–742)
  - Ленстер — король Фаелан мак Мурхада (738–760)
  - Королівство Мюнстер (Муму) — король Мел Дуйн мак Айдо (742–786)
  - Осрайге — король Анмад мак Форбасах (740–755)
  - Тір Конайлл — король Лойнгсех мак Флайтбертах (734–754)
  - Міде — король Домналл Міді мак Мурхада (715–763)
  - Улад — король Фіахна мак Аедо Ройн (749–785)
- Карантанія — князь Горазд (748–754)
- Кастилія — граф Фруела (740–760)
- Королівство лангобардів — король Айстульф (749–756)
  - Герцогство Беневентське— герцог Лютпранд (749–758)
  - Герцогство Сполетське — герцог Лупус Сполетський (745–752)
  - Герцогство Фріульське — герцог Святий Ансельм (749–751)
- Нідерланди:
  - Єпископство Утрехт — єпископ Святий Боніфацій (739–754)
- Німеччина:
  - Графство Ааргау — граф Руодхард (740–760)
  - Єпископство Аугсбург  — єпископ Тоццо (749–778)
  - Єпископство Айхштадт — єпископ Святий Вілібальд (741–786)
  - Єпископство Вюрцбург — єпископ Буркхард Вюрцбургський (741–754)
  - Єпископство Зальцбург — єпископ Святий Віргілій (747–770)
  - Єпископство Констанц — єпископ Сідоній (746–760)
  - Архієпископство Майнц — архієпископ Святий Боніфатій (747–754)
  - Єпископство Пассау — єпископ Сидоній (749–756)
  - Єпископство Регенсбург — єпископ Готбальд (739–761)
  - Єпископство Санкт-Галлен — єпископ Сідоній (740–760)
  - Єпископство Страсбург — єпископ Удо I (734–765)
  - Єпископство Трір — єпископ Міло
  - Графство Тургау — граф Пепо (730–750), його змінив граф Варін (750–790)
  - Єпископство Фрайзінг — єпископ Йосиф (747–764)
  - Єпископство Фульда — єпископ Святий Стурмій (744–779)
  - Єпископство Хур — єпископ Адальберт (735–754)
  - Єпископство Шпаєр — єпископ Давид (743–760)
- Перше Болгарське царство — хан Севар (738–753)
- Приморська Хорватія — князь Будимир (740–785)
- Сардинія:
  - Юдикат Кальярі — юдекс Гуфрідо (740–760)
- Святий Престол — папа римський Захарій (741—752)
- Сербія — князь Прелімир (бл. 750)
- Травунія — князь Петрислав I (бл. 750)
- чехи — князь Пржемисл I (720—750), його змінив син князь Незамисл (750—788)
- Франкське королівство:
  - король Хільдерік III (743—751)
  - мажордом Піпін Короткий (741—751)
  - Аквітанія та Герцогство Васконія — герцог Вайфар (748—767)
  - Баварія — герцог Тассілон III (748—788)
  - Макон та графство Отьєн — граф Тьєррі I (733—791)
  - Графство Мен — граф Гріфо (749—753)
  - Графство Разе — граф Сігеберт II (730—760)
  - Архієпископство Реймс — архієпископ Абель (744—751)
  - Графство Шалон — граф Адалард (733 — бл. 765)
- Хозарський каганат — каган Булан (740—760)
- Швеція — конунг Бйорн I Єрсіда (750—780)

## Азія
- Аббасидський халіфат — халіф Абу-ль-Аббас ас-Саффах (750–754)
- Диньяваді (династія Сур'я) — раджа Сур'я Кету (746–788)
- Індія:
  - Бадамі— Західні Чалук'я — махараджахіраджа Кірті-варман II (744–753)
  - Венгі— Східні Чалук'я — махараджа Вішнувардхана III (719–755)
  - Гондвана — раджа Суратанасінха  (729–758)
  - Гуджара-Пратіхари — махараджахіраджа Нагабхата I (750–770)
  - Західні Ганги — магараджа Шріпуруша (726–788)
  - Камарупа — цар Шрі Харша (740–780)
  - Кашмір — махараджа Муктапіда Лалітадіт'я (бл. 723 — бл. 760)
  - Кешарі — раджа Гандхара (740–754)
  - Маніпур — раджа Наотінкхонг (бл. 750)
  - Мевар — раджа Кхумана I (730–753)
  - Імперія Пала — махараджа Ґопала I (750–780)
  - Династія Паллавів  — махараджахіраджа Нанді-варман II (733–795)
  - Держава Пандья — раджа Мараварман Раясімха I (735–765)
  - Раштракути — махараджахіраджа Дантідурга (735–756)
  - Томара — раджа Анандапала I (736–754)
  - Держава Чера — раджа Черама (Бхаскара) (750–770)
- Індокитай:
  - Бан Пха Лао — раджа Лао Чонг (бл. 740–759)
  - Мианг Сва — раджа Кхун Шва (740–760)
  - Чампа — князь Рудраварман II (бл. 731 — бл. 758)
  - Ченла — король Шамбхуварман (730–760)
- Індонезія:
  - Матарам — шрі-махараджа Санджайя (732–760)
  - Королівство Сунда — король Ракейян Банга (739–766)
  - Імперія Шривіджая — махараджа Бхану (бл.750)
- Кавказ:
  - Абазгія — князь Леон I (736–767)
  - Васпуракан — нахарар Саак Арцруні (742–768)
  - Вірменське князівство — ішхан Саак Багратуні (748–771)
  - Гардман — мелік Нерхес (740–770)
  - Джавахеті — ерісмтавар Іоане Марушідзе (750–770)
  - Кахетія — князь Арчіл (736–786)
  - Сюні — нахарар Артр-Нерсех Сюні (750–780)
- Китай:
  - Бохай — гован Да Ціньмао (737–793)
  - Племена кидані — вождь Лі Хуайсю (735–750)
  - Наньчжао — ван Гелофень (748–778)
  - Династія Тан — імператор Сюань-цзун (Лі Лундзі) (712–756)
- Корея:
  - Сілла — ван Кьондок (742–765)
- Омеядський халіфат — халіф Аль-Валід II ібн Язід (744–750), халіфат захопила династія Аббасидів
- Непал (династія Ліччхаві) — махараджа Джаядева Ліччхаві (740–750), його змінив син махараджа Нарендрадева II Ліччхаві (750–777)
- Паган — король Шве Лаун (744–753)
- Персія:
  - Табаристан (династія Баванді) — іспахбад Мехр Мардан (728–752)
- Середня Азія:
  - Бухара — бухар-худат Кутейба (739–751)
  - Фергана  — тархан Арслан-тархан (бл. 720 — 750)
  - Хорезм (династія Афрігідів) — шах Шаушафар (бл. 740–780)
- Сингаладвіпа — раджа Аггабоддхі VI Сіламеегха (733–772)
- Тибет — цемпо Тіде Цугцен (704–755)
- Уйгурський каганат — каган Кутулуг-каган (735–756)
- Харіпунджайя — раджа Прайя Камманья (бл. 750)
- Чампа — цар Рудраварман II (731–757)
- Ченла — раджа Шамбхуварман (740–760)
- Шанські держави
  - Могаунг — Мургноу (667–777)
  - Муанмау — собва  Кам Сім Па (703–753)
  - Сипау (Онг Паун) — Со Сау Па (739–761)
- Японія — імператор Кокен (749–758)

## Африка
- Аксум — негус Герсем II (бл. 740–750)
- Аудагаст — емір Талакакін (бл. 750–770)
- Імперія Гао — дья Дьябай (бл. 730 — бл. 750), його змінив дья Карей (750–780)
- Іфрикія — емір Абд ар-Рахман ібн Хабіб аль-Фіхрі (747–755)
- Макурія — кабіл Абрахам (748–760)

## Північна Америка
- Цивілізація Мая:
  - Кірігуа — цар Кауак-Небо (711–751)
  - Куаутітлан  — цар Чіконтонатіу  (бл. 687–750), його змінив цар Шіунельцін (750–804)
  - Кулуакан — цар Науйотль I (бл. 717–767)
  - Тікаль — цар Ікін-Чан-Кавіль (734–755/760)
- Тольтеки — цар Уецін (бл. 720–760)